# Ric Seiling
Richard James Seiling (* 15. Dezember 1957 in Elmira, Ontario) ist ein ehemaliger kanadischer Eishockeyspieler, -trainer und -funktionär, der im Verlauf seiner aktiven Karriere zwischen 1974 und 1988 unter anderem 800 Spiele für die Buffalo Sabres und Detroit Red Wings in der National Hockey League auf der Position des rechten Flügelstürmers bestritten hat. Seit Sommer 2015 ist er gemeinsam mit Craig Muni Cheftrainer der Buffalo Beauts aus der National Women’s Hockey League.

## Karriere
Seiling, der als jüngster von drei Brüdern in Elmira in der kanadischen Provinz Ontario aufwuchs, verbrachte seine Juniorenzeit zwischen 1974 und 1977 bei den Hamilton Fincups und St. Catharines Fincups in der Ontario Major Junior Hockey League. Mit den Hamilton Fincups gewann der Stürmer in der Saison 1975/76 sowohl den J. Ross Robertson Cup als auch den sich daran anschließenden Memorial Cup. Nach der Spielzeit zog er mit dem Team nach St. Catharines um. Im Sommer 1977 wurde Seiling im NHL Amateur Draft 1977 in der ersten Runde an 14. Stelle von den Buffalo Sabres aus der National Hockey League sowie im WHA Amateur Draft 1977 in der sechsten Runde an 55. Position von den Winnipeg Jets aus der World Hockey Association ausgewählt.
Der Angreifer entschied sich umgehend zu einem Wechsel in den Profibereich und spielte mit Beginn der Saison 1977/78 für die Sabres in der NHL. Dort verbrachte er die folgenden acht Spielzeiten und erreichte mit 60 Scorerpunkten in der Saison 1979/80 eine Karrierebestmarke. Eine im folgenden Spieljahr erlittene Augenverletzung ließ seine Offensivproduktion im Laufe der Jahre zurückgehen, so dass sich Buffalo im Oktober 1986 von ihm trennte und zu den Detroit Red Wings transferierte. Dort absolvierte Seiling noch eine Saison, ehe er zur Spielzeit 1987/88 ins Farmteam Adirondack Red Wings in die American Hockey League abgeschoben wurde. Im Sommer 1988 gab er schließlich im Alter von 29 Jahren seinen Rückzug aus dem aktiven Profisport bekannt.
Noch während seiner Zeit bei den Adirondack Red Wings hatte Seiling dort bereits einen Posten als Assistenztrainer bekleidet und erste Erfahrungen im Trainergeschäft gesammelt. Nach einer mehrjährigen Auszeit übernahm er zur Saison 1994/95 den Cheftrainerposten der Utica Blizzard aus der Colonial Hockey League, für die er in einer Partie noch einmal die Schlittschuhe schnürte. Anschließend waren die Engagements bei den Owen Sound Platers aus der Ontario Hockey League in der Spielzeit 1995/96 sowie den San Antonio Iguanas aus der Central Hockey League in der Spielzeit 1996/97 von wenig Erfolg geprägt, da er jeweils schon während des laufenden Spieljahres entlassen wurde. Ebenso wurde er bei den Tulsa Oilers aus der CHL im Verlauf der Saison 1998/99 von seinen Aufgaben entbunden, nachdem er das Team im Vorjahr noch in die Playoffs geführt hatte.
In der Folge pausierte Seiling wieder mehrere Jahre, ehe im Sommer 2015 ins Fraueneishockey zurückkehrte. Seiling wurde als Cheftrainer von den Buffalo Beauts aus der neu gegründeten National Women’s Hockey League verpflichtet, wo er sich den Posten mit Shelley Looney teilte. Zur Saison 2016/17 wurde er ihm mit Craig Muni ein neuer Cheftrainerkollege zur Seite gestellt. Zudem wurde er zum General Manager befördert und führte das Team – nach der Vizemeisterschaft im Vorjahr – zum erstmaligen Gewinn des Isobel Cups.

### International
Für die kanadische U20-Nationalmannschaft kam Seiling bei der Junioren-Weltmeisterschaft 1977 in der Tschechoslowakei zum Einsatz. Dabei steuerte er in sieben Turniereinsätzen vier Scorerpunkte zum Gewinn der Silbermedaille bei.

## Erfolge und Auszeichnungen
- 1976 J.-Ross-Robertson-Cup-Gewinn mit den Hamilton Fincups
- 1976 Memorial-Cup-Gewinn mit den Hamilton Fincups
- 2017 Isobel-Cup-Gewinn mit den Buffalo Beauts (als Cheftrainer und General Manager)

### International
- 1977 Silbermedaille bei der Junioren-Weltmeisterschaft

## Karrierestatistik

### International
Vertrat Kanada bei:
- Junioren-Weltmeisterschaft 1977

(Legende zur Spielerstatistik: Sp oder GP = absolvierte Spiele; T oder G = erzielte Tore; V oder A = erzielte Assists; Pkt oder Pts = erzielte Scorerpunkte; SM oder PIM = erhaltene Strafminuten; +/− = Plus/Minus-Bilanz; PP = erzielte Überzahltore; SH = erzielte Unterzahltore; GW = erzielte Siegtore; 1 Play-downs/Relegation; Kursiv: Statistik nicht vollständig)

## Familie
Seilings Brüder waren ebenfalls professionelle Eishockeyspieler. Der 13 Jahre ältere Rod absolvierte zwischen 1963 und 1979 über 1000 Spiele in der National Hockey League und vertrat Kanada auch auf internationaler Ebene. Don, der 1953 zur Welt kam, schaffte es bis in die American Hockey League und gewann dort mit den Hershey Bears den Calder Cup.